# Кашине Сан Пјетро (Милано)
Кашине Сан Пјетро је насеље у Италији у округу Милано, региону Ломбардија.
Према процени из 2011. у насељу је живело 921 становника. Насеље се налази на надморској висини од 111 м.